# Scrabster
Scrabster (schottisch-gälisch Sgrabastal oder Sgrabastair) ist ein kleiner Fährhafen im Norden Schottlands, von dem regelmäßige, von NorthLink Ferries betriebene Fährverbindungen zur kleinen Hafenstadt Stromness auf der zu den Orkney-Inseln gehörenden Hauptinsel Mainland verkehren. Ab dem Sommer 2007 wurde Scrabster auch von der färöischen Fähre Norröna angelaufen und erhielt so vorübergehend eine Direktverbindung nach Tórshavn (Färöer), weiter nach Seyðisfjörður (Island), ins norwegische Bergen, sowie nach Hanstholm, Dänemark. Diese Verbindung ist seit Januar 2009 ersatzlos weggefallen. Die Norröna verkehrt seitdem nur noch zwischen Dänemark, den Färöern und Island.
Der Hafen von Scrabster ist der nördlichste Hafen auf der britischen Hauptinsel und liegt an der Thurso Bay nur zwei Kilometer nordwestlich der Kleinstadt Thurso. Er ist neben seiner Funktion als überregional wichtiger Fährhafen des Weiteren ein örtlich bedeutender Fischereihafen.